# Oldtown (Idaho)
Oldtown es una ciudad ubicada en el condado de Bonner en el estado estadounidense de Idaho. En el Censo de 2010 tenía una población de 184 habitantes y una densidad poblacional de 85,9 personas por km².

## Geografía
Oldtown se encuentra ubicada en las coordenadas 48°11′4″N 117°1′19″O / 48.18444, -117.02194. Según la Oficina del Censo de los Estados Unidos, Oldtown tiene una superficie total de 2.14 km², de la cual 2.12 km² corresponden a tierra firme y (0.85%) 0.02 km² es agua.

## Demografía
Según el censo de 2010, había 184 personas residiendo en Oldtown. La densidad de población era de 85,9 hab./km². De los 184 habitantes, Oldtown estaba compuesto por el 98.37% blancos, el 0.54% eran afroamericanos, el 0% eran amerindios, el 0% eran asiáticos, el 0% eran isleños del Pacífico, el 0.54% eran de otras razas y el 0.54% pertenecían a dos o más razas. Del total de la población el 2.72% eran hispanos o latinos de cualquier raza.